# Miyoda-Kliff
Das Miyoda-Kliff ist ein 400 m hohes und felsiges Kliff an der Bowman-Küste des Grahamlands auf der Antarktischen Halbinsel. Es ragt am Nordende der Rock Pile Peaks auf der Bermel-Halbinsel auf und markiert die südliche Begrenzung der Einfahrt zum Solberg Inlet.
Luftaufnahmen entstanden bei der United States Antarctic Service Expedition (1939–1941) im Jahr 1940 und durch die United States Navy im Jahr 1966. Zwischen 1946 und 1948 führte der Falkland Islands Dependencies Survey eine geodätische Vermessung des Gebiets vor. Das Advisory Committee on Antarctic Names benannte das Kliff 1977 nach Larry Miyoda (1947–2007), Ingenieur auf der Siple-Station im Jahr 1974 und Verwalter auf der Palmer-Station im Jahr 1977.